# Leandro Paris
Leandro Ismael Paris Jimenez (* 16. Februar 1995 in Mendoza) ist ein argentinischer Mittelstreckenläufer, der sich auf den 800-Meter-Lauf spezialisiert hat.

## Sportliche Laufbahn
Erste Erfahrungen bei internationalen Meisterschaften sammelte Leandro Paris im Jahr 2012, als er bei den Jugendsüdamerikameisterschaften in Mendoza in 1:55,12 min den fünften Platz im 800-Meter-Lauf belegte. Im Jahr darauf erreichte er bei den Juniorensüdamerikameisterschaften in Resistencia nach 1:57,67 min Rang sechs und auch bei den U23-Südamerikameisterschaften in Montevideo wurde er mit 1:52,23 min Sechster und belegte dort mit der argentinischen 4-mal-400-Meter-Staffel in 3:17,19 min den fünften Platz. 2016 belegte er bei den Ibero-Amerikanischen Meisterschaften in Rio de Janeiro in 1:51,53 min den siebten Platz über 800 Meter und anschließend siegte er in 1:48,31 min bei den U23-Südamerikameisterschaften in Lima und gewann mit der Staffel in 3:17,91 min die Bronzemedaille hinter den Teams aus Brasilien und Ecuador. Im Jahr darauf siegte er in 1:49,82 min bei den Südamerikameisterschaften in Luque über 800 Meter und belegte im Staffelbewerb mit 3:13,96 min Platz fünf. Damit qualifizierte er sich über 800 Meter für die Weltmeisterschaften in London, bei denen er mit 1:47,02 min in der ersten Runde ausschied. 2018 nahm er an den Südamerikaspielen in Cochabamba teil und gewann dort in 1:51,94 min die Bronzemedaille hinter dem Venezolaner Lucirio Antonio Garrido und Jelssin Robledo aus Kolumbien.
2021 schied er bei den Südamerikameisterschaften in Guayaquil mit 48,39 s in der ersten Runde im 400-Meter-Lauf aus und gewann in der erstmals ausgetragenen Mixed-Staffel in 3:23,77 min gemeinsam mit Elián Larregina, María Diogo und Noelia Martínez die Silbermedaille hinter dem Team aus Kolumbien. 2023 gelangte er bei den Südamerikameisterschaften in São Paulo mit 1:49,18 min auf den achten Platz über 800 Meter und im November wurde er bei den Panamerikanischen Spielen in Santiago de Chile in 3:15,69 min Achter mit der Staffel.
In den Jahren 2016 und 2018 wurde Paris argentinischer Meister im 800-Meter-Lauf.

## Persönliche Bestzeiten
- 400 Meter: 47,44 s, 1. Oktober 2023 in Mar del Plata
- 800 Meter: 1:47,09 min, 5. August 2017 in London
  - 800 Meter (Halle): 1:51,14 min, 4. Februar 2018 in Madrid